# Kazuhisa Hashimoto
Kazuhisa Hashimoto, en japonais 橋本和久 (Hashimoto Kazuhisa), né le 15 novembre 1958 au Japon et mort dans la nuit du 25 au 26 février 2020, est un développeur japonais qui a travaillé chez l'éditeur de jeux vidéo Konami. Il est considéré comme l'inventeur du Konami code, le premier code de triche de l'histoire du jeu vidéo.

Séquence de touche du Konami Code